# Pomeni imen asteroidov: 25001–26000
Pregled pomenov imen asteroidov (malih planetov) od številke 25001 do 26000, ki jim je Središče za male planete dodelilo številko in so pozneje dobili tudi uradno ime  v skladu z dogovorjenim načinom imenovanja. Pregled je preverjen z Schmadelovim “Slovarjem imen malih planetov” (“Dictionary of Minor Planet Names”). 
Pregled pojasnjuje izvor oziroma pomen imen asteroidov, ki ga je priznala Mednarodna astronomska zveza (IAU). Nekateri asteroidi imajo imajo dodatno pojasnilo o izvoru imena, ki pa vedno ni popolnoma zanesljivo (oznaka “†” ali “‡“). Pojasnilo o izvoru imena, ki je označeno z * je potrebno preveriti ali poiskati še v “Slovarju imen malih planetov”.
| Ime                   | Začasna oznaka | Izvor imena |
| 25001–25100           | 25001–25100    | 25001–25100 |
| --------------------- | -------------- | --- |
| 25001 Pacheco         | 1998 OW6       | Rafael Pacheco, španski (katalonski) ljubiteljski astronom, ki je opazoval na Astronomskem observatoriju de Consell (Observatori Astronomic de Consell) na Majorki* |
| 25019 Walentosky      | 1998 QO10      | Matthew James Walentosky, ameriški nagrajenec na Intelovem mednarodnem znanstvenem in tehničnem sejmu (Intel International Science and Engineering Fair ali ISEF) leta 2008 † |
| 25020 Tinyacheng      | 1998 QY13      | Tinya Cheng, ameriški nagrajenec na Intelovem mednarodnem znanstvenem in tehničnem sejmu (Intel International Science and Engineering Fair ali ISEF) leta 2008 † |
| 25021 Nischaykumar    | 1998 QV17      | Nischay Kumar, ameriški nagrajenec na Intelovem mednarodnem znanstvenem in tehničnem sejmu (Intel International Science and Engineering Fair ali ISEF) leta 2008 † |
| 25022 Hemalibatra     | 1998 QK18      | Hemali Chandramohan Batra, ameriški nagrajenec na Intelovem mednarodnem znanstvenem in tehničnem sejmu (Intel International Science and Engineering Fair ali ISEF) leta 2008 † |
| 25023 Sundaresh       | 1998 QA19      | Sushant Sundaresh, ameriški nagrajenec na Intelovem mednarodnem znanstvenem in tehničnem sejmu (Intel International Science and Engineering Fair ali ISEF) leta 2008 † |
| 25024 Calebmcgraw     | 1998 QL19      | Caleb John McGraw, ameriški nagrajenec na Intelovem mednarodnem znanstvenem in tehničnem sejmu (Intel International Science and Engineering Fair ali ISEF) leta 2008 † |
| 25025 Joshuavo        | 1998 QW20      | Joshua Tristan Vo, ameriški nagrajenec na Intelovem mednarodnem znanstvenem in tehničnem sejmu (Intel International Science and Engineering Fair ali ISEF) leta 2008 † |
| 25029 Ludwighesse     | 1998 QO28      | Ludwig Otto Hesse (1811 – 1874), nemški matematik † |
| 25032 Randallray      | 1998 QV31      | Randall Scott Ray, ameriški nagrajenec na Intelovem mednarodnem znanstvenem in tehničnem sejmu (Intel International Science and Engineering Fair ali ISEF) leta 2008 † |
| 25034 Lesliemarie     | 1998 QS32      | Leslie Marie Young, ameriški nagrajenec na Intelovem mednarodnem znanstvenem in tehničnem sejmu (Intel International Science and Engineering Fair ali ISEF) leta 2008 † |
| 25035 Scalesse        | 1998 QN33      | Carlie Alexandra Scalesse, Canadian nagrajenec na Intelovem mednarodnem znanstvenem in tehničnem sejmu (Intel International Science and Engineering Fair ali ISEF) leta 2008 † |
| 25036 Elizabethof     | 1998 QT36      | Elizabeth Olson Ferreira, Canadian nagrajenec na Intelovem mednarodnem znanstvenem in tehničnem sejmu (Intel International Science and Engineering Fair ali ISEF) leta 2008 † |
| 25038 Matebezdek      | 1998 QK37      | Mate Jozsef Bezdek, Canadian nagrajenec na Intelovem mednarodnem znanstvenem in tehničnem sejmu (Intel International Science and Engineering Fair ali ISEF) leta 2008 † |
| 25039 Chensun         | 1998 QF38      | Chen Sun, Canadian nagrajenec na Intelovem mednarodnem znanstvenem in tehničnem sejmu (Intel International Science and Engineering Fair ali ISEF) leta 2008 † |
| 25042 Qiujun          | 1998 QN42      | Qiu Jun, kitajski nagrajenec na Intelovem mednarodnem znanstvenem in tehničnem sejmu (Intel International Science and Engineering Fair ali ISEF) leta 2008 † |
| 25043 Fangxing        | 1998 QQ42      | Fang Xing, kitajski nagrajenec na Intelovem mednarodnem znanstvenem in tehničnem sejmu (Intel International Science and Engineering Fair ali ISEF) leta 2008 † |
| 25045 Baixuefei       | 1998 QU43      | Bai Xuefei, kitajski nagrajenec na Intelovem mednarodnem znanstvenem in tehničnem sejmu (Intel International Science and Engineering Fair ali ISEF) leta 2008 † |
| 25046 Suyihan         | 1998 QK44      | Su Yi-Han, kitajski (tajvanski) nagrajenec na Intelovem mednarodnem znanstvenem in tehničnem sejmu (Intel International Science and Engineering Fair ali ISEF) leta 2008 † |
| 25047 Tsuitehsin      | 1998 QN44      | Tsui Te Hsin, kitajski (tajvanski) nagrajenec na Intelovem mednarodnem znanstvenem in tehničnem sejmu (Intel International Science and Engineering Fair ali ISEF) leta 2008 † |
| 25049 Christofnorn    | 1998 QS45      | Christoffer Norn, danski nagrajenec na Intelovem mednarodnem znanstvenem in tehničnem sejmu (Intel International Science and Engineering Fair ali ISEF) leta 2008 † |
| 25050 Michmadsen      | 1998 QN50      | Michael Kaergaard Madsen, danski nagrajenec na Intelovem mednarodnem znanstvenem in tehničnem sejmu (Intel International Science and Engineering Fair ali ISEF) leta 2008 † |
| 25058 Shanegould      | 1998 QO63      | Shane Gould (rojen 1956), avstralski olimpijski plavalec * |
| 25062 Rasmussen       | 1998 QH71      | Jesper Lykke Rasmussen, danski nagrajenec na Intelovem mednarodnem znanstvenem in tehničnem sejmu (Intel International Science and Engineering Fair ali ISEF) leta 2008 † |
| 25065 Lautakkin       | 1998 QW85      | Lau Tak Kin, kitajski nagrajenec na Intelovem mednarodnem znanstvenem in tehničnem sejmu (Intel International Science and Engineering Fair ali ISEF) leta 2008 † |
| 25073 Lautakshing     | 1998 QM94      | Lau Tak Shing, kitajski nagrajenec na Intelovem mednarodnem znanstvenem in tehničnem sejmu (Intel International Science and Engineering Fair ali ISEF) leta 2008 † |
| 25074 Honami          | 1998 QF96      | Sakaguchi Honami, japonski nagrajenec na Intelovem mednarodnem znanstvenem in tehničnem sejmu (Intel International Science and Engineering Fair ali ISEF) leta 2008 † |
| 25075 Kiyomoto        | 1998 QK98      | Kiyomoto Daisuke, japonski nagrajenec na Intelovem mednarodnem znanstvenem in tehničnem sejmu (Intel International Science and Engineering Fair ali ISEF) leta 2008 † |
| 25082 Williamhodge    | 1998 RP1       | William Hodge (1903 – 1975), škotski matematik* |
| 25087 Kaztaniguchi    | 1998 RK17      | Taniguchi Kazushige, japonski nagrajenec na Intelovem mednarodnem znanstvenem in tehničnem sejmu (Intel International Science and Engineering Fair ali ISEF) leta 2008 † |
| 25088 Yoshimura       | 1998 RR19      | Yoshimura Fumiya, japonski nagrajenec na Intelovem mednarodnem znanstvenem in tehničnem sejmu (Intel International Science and Engineering Fair ali ISEF) leta 2008 † |
| 25089 Sanabria-Rivera | 1998 RN25      | Betsaira Sanabria-Rivera, ameriški (iz Puerto Rica) nagrajenec na Intelovem mednarodnem znanstvenem in tehničnem sejmu (Intel International Science and Engineering Fair ali ISEF) leta 2008 † |
| 25091 Sanchez-Claudio | 1998 RH41      | Alex Antonio Sanchez-Claudio, ameriški (iz Puerto Rica)nagrajenec na Intelovem mednarodnem znanstvenem in tehničnem sejmu (Intel International Science and Engineering Fair ali ISEF) leta 2008 † |
| 25093 Andmikhaylov    | 1998 RO45      | Andrey A. Mikhaylov, ruski nagrajenec na Intelovem mednarodnem znanstvenem in tehničnem sejmu (Intel International Science and Engineering Fair ali ISEF) leta 2008 † |
| 25094 Zemtsov         | 1998 RF46      | Artem A. Zemtsov, ruski nagrajenec na Intelovem mednarodnem znanstvenem in tehničnem sejmu (Intel International Science and Engineering Fair ali ISEF) leta 2008 † |
| 25095 Churinov        | 1998 RT46      | Andrey Anatolievič Čurinov, ruski nagrajenec na Intelovem mednarodnem znanstvenem in tehničnem sejmu (Intel International Science and Engineering Fair ali ISEF) leta 2008 † |
| 25098 Gridnev         | 1998 RQ47      | Maxim Gennadievich Gridnev, ruski nagrajenec na Intelovem mednarodnem znanstvenem in tehničnem sejmu (Intel International Science and Engineering Fair ali ISEF) leta 2008 † |
| 25099 Mashinskiy      | 1998 RS47      | Leonid Andreevich Mashinskiy, ruski nagrajenec na Intelovem mednarodnem znanstvenem in tehničnem sejmu (Intel International Science and Engineering Fair ali ISEF) leta 2008 † |
| 25100 Zhaiweichao     | 1998 RY47      | Zhai Weichao, singapurski nagrajenec na Intelovem mednarodnem znanstvenem in tehničnem sejmu (Intel International Science and Engineering Fair ali ISEF) leta 2008 † |
| 25101–25200           |                | |
| 25102 Zhaoye          | 1998 RW50      | Zhao Ye, singapurski nagrajenec na Intelovem mednarodnem znanstvenem in tehničnem sejmu (Intel International Science and Engineering Fair ali ISEF) leta 2008 † |
| 25103 Kimdongyoung    | 1998 RC51      | Kim Dongyoung, nagrajenec iz Južne Koreje na Intelovem mednarodnem znanstvenem in tehničnem sejmu (Intel International Science and Engineering Fair ali ISEF) leta 2008 and recipient of a Seaborg Stockholm International Youth Science Seminar (SIYSS) award † |
| 25104 Chohyunghoon    | 1998 RY51      | Cho Hyunghoon, nagrajenec iz Južne Koreje na Intelovem mednarodnem znanstvenem in tehničnem sejmu (Intel International Science and Engineering Fair ali ISEF) leta 2008 † |
| 25105 Kimnayeon       | 1998 RJ52      | Kim Na Yeon, nagrajenec iz Južne Koreje na Intelovem mednarodnem znanstvenem in tehničnem sejmu (Intel International Science and Engineering Fair ali ISEF) leta 2008 † |
| 25106 Ryoojungmin     | 1998 RC53      | Ryoo Jung Min, nagrajenec iz Južne Koreje na Intelovem mednarodnem znanstvenem in tehničnem sejmu (Intel International Science and Engineering Fair ali ISEF) leta 2008 † |
| 25108 Boström         | 1998 RV55      | Johan Ingemar Boström, švedski nagrajenec na Intelovem mednarodnem znanstvenem in tehničnem sejmu (Intel International Science and Engineering Fair ali ISEF) leta 2008 † |
| 25109 Hofving         | 1998 RR56      | Tobias Olof Hofving, švedski nagrajenec na Intelovem mednarodnem znanstvenem in tehničnem sejmu (Intel International Science and Engineering Fair ali ISEF) leta 2008 † |
| 25111 Klokun          | 1998 RG64      | Vitaliy Mykhaylovych Klokun, ukrajinski nagrajenec na Intelovem mednarodnem znanstvenem in tehničnem sejmu (Intel International Science and Engineering Fair ali ISEF) leta 2008 † |
| 25112 Mymeshkovych    | 1998 RL65      | Maryna Yuriivna Meshkovych, ukrajinski nagrajenec na Intelovem mednarodnem znanstvenem in tehničnem sejmu (Intel International Science and Engineering Fair ali ISEF) leta 2008 † |
| 25113 Benwasserman    | 1998 RS65      | Benjamin David Wasserman, ameriški nagrajenec na Intelovem mednarodnem znanstvenem in tehničnem sejmu (Intel International Science and Engineering Fair ali ISEF) leta 2008 † |
| 25115 Drago           | 1998 RP66      | Claire Elizabeth Drago, ameriški nagrajenec na Intelovem mednarodnem znanstvenem in tehničnem sejmu (Intel International Science and Engineering Fair ali ISEF) leta 2008 † |
| 25116 Jonathanwang    | 1998 RW68      | Jonathan Wang, ameriški nagrajenec na Intelovem mednarodnem znanstvenem in tehničnem sejmu (Intel International Science and Engineering Fair ali ISEF) leta 2008 and recipient of the European Union Contest for Young Scientists (EUCYS) Award † |
| 25118 Kevlin          | 1998 RM71      | Kevin Huang Lin, ameriški nagrajenec na Intelovem mednarodnem znanstvenem in tehničnem sejmu (Intel International Science and Engineering Fair ali ISEF) leta 2008 † |
| 25119 Kakani          | 1998 RA72      | Pragya Kakani, ameriški nagrajenec na Intelovem mednarodnem znanstvenem in tehničnem sejmu (Intel International Science and Engineering Fair ali ISEF) leta 2008 † |
| 25120 Yvetteleung     | 1998 RN73      | Yvette Leung, ameriški nagrajenec na Intelovem mednarodnem znanstvenem in tehničnem sejmu (Intel International Science and Engineering Fair ali ISEF) leta 2008 † |
| 25122 Kaitlingus      | 1998 RJ77      | Kaitlyn Jeanne Lingus, ameriški nagrajenec na Intelovem mednarodnem znanstvenem in tehničnem sejmu (Intel International Science and Engineering Fair ali ISEF) leta 2008 † |
| 25124 Zahramaarouf    | 1998 RC78      | Zahra Moein Maarouf, libanonski nagrajenec na Intelovem mednarodnem znanstvenem in tehničnem sejmu (Intel International Science and Engineering Fair ali ISEF) leta 2007 † |
| 25142 Hopf            | 1998 SA28      | Eberhard Hopf (1902 – 1983), nemški matematik* |
| 25143 Itokawa         | 1998 SF36      | Hideo Itokawa (1912 – 1999), japonski strokovnjak za rakete * |
| 25201–25300           |                | |
| 25216 Enricobernardi  | 1998 TU1       | Enrico Bernardi (1841 – 1919), italijanski inženir * |
| 25237 Hurwitz         | 1998 UG7       | Adolf Hurwitz (1859 – 1919), nemški matematik ali Mark Viglino Hurwitz, ameriški astronom* |
| 25240 Qiansanqiang    | 1998 UO8       | Sanqiang Qiang, kitajski jedrski strokovnjak in član Kitajske akademije znanosti, eden izmed začetnikov kitajskega jedrskega programa † |
| 25258 Nathaniel       | 1998 VU        | Nathaniel Brian Marsden, drugi vnuk direktorja Središča za male planete Briana G. Marsdena (asteroid je bil odkrit na njegov prvi rojstni dan) † |
| 25273 Barrycarole     | 1998 VN32      | sestavljeno iz imen Barry in Carole, ki sta bila starša odkritelja Iana P. Griffina * |
| 25275 Jocelynbell     | 1998 VF33      | Susan Jocelyn Bell Burnell, britanski astrofizik, soodkritelj prvega radio pulsarja v letu 1967 † |
| 25276 Dimai           | 1998 VJ33      | Alessandro Dimai, italijanski ljubiteljski astronom in prijatelj odkritelja † |
| 25300 Andyromine      | 1998 VJ33      | Andrew Mitchell Romine, nagrajenec Družbe za znanost (Society for Science) in Znanstvenega tekmovanja javnih srednjih šol (Public middle school science competition) v letu 2008 (za njegov tehnični projekt) † |
| 25301–25400           |                | |
| 25301 Ambrofogar      | 1998 XZ2       | Ambrogio Fogar (1941 – 2005), italijanski jadralec, raziskovalec in pisatelj † ‡ Arhivirano 2008-08-01 na Wayback Machine. |
| 25302 Niim            | 1998 XW3       | Yoshihiro Niim, japonski vesoljski strokovnjak † |
| 25331 Berrevoets      | 1999 KY4       | Cor Berrevoets, nizozemski razvijalec brezplačne programske opreme Registax, ki je namenjena astronomski obdelavi slike † |
| 25340 Segoves         | 1999 RX31      | Segovesus, keltski princ iz Srednje Evrope † ‡ |
| 25384 Partizánske     | 1999 UW1       | mesto Partizánske, zahodna Slovaška (originalno ime Simoni), kraj, kjer se nahaja javno observatorij † |
| 25399 Vonnegut        | 1999 VN20      | Kurt Vonnegut (1922 – 2007), mlajši, ameriški romanopisec in satirik * |
| 25401–25500           |                | |
| 25472 Joanoro         | 1999 XL36      | Joan Oro, špansko(katalonsko)-ameriški biolog in zagovornik javne znanosti † |
| 25501–25600           |                | |
| 25593 Camillejordan   | 1999 YA5       | Camille Jordan (1838 – 1922), francoski matematik* |
| 25594 Kessler         | 1999 YA9       | Marvin Kessler, ameriški član Lige astronomov severnega Kansasa (Northeast Kansas Amateur Astrnomer’s League) † |
| 25601–25700           |                | |
| 25601 Francopacini    | 2000 AX2       | Franco Pacini, italijanski astrofizik † Arhivirano 2008-08-01 na Wayback Machine. |
| 25602 Ucaronia        | 2000 AA3       | Umberto Caronia, oče soodkritelja Alfreda Caronia † Arhivirano 2008-08-01 na Wayback Machine. |
| 25604 Karlin          | 2000 AM6       | Samuel Karlin, ameriški statistik in matematik, član Nacionalne akedemije znanosti Združenih držav amerike (United States National Academy of Sciences) in prejemnik Nacionalne medalje znanosti (National Medal of Science) † |
| 25624 Kronecker       | 2000 AK48      | Leopold Kronecker (1823 – 1891), nemški matematik* |
| 25625 Verdenet        | 2000 AN48      | Michel Verdenet, francoski ljubiteljski astronom, predsednik Francoske zveze opazovalcev spremenljivih zvezd (Association française des observateurs d'étoiles variables ali AFOÉV) † ‡ + Arhivirano 2006-08-30 na Wayback Machine. |
| 25628 Kummer          | 2000 AZ50      | Ernst Eduard Kummer (1810 – 1893), nemški matematik † |
| 25701–25800           |                | |
| 25778 Csere           | 2000 CQ34      | Elemír Csere, slovaški ljubiteljski astronom, ustanovitelj javnega observatorija v kraju Hlohovec in njegov prvi direktor † |
| 25800 Glukhovsky      | 2000 CG83      | Lisa Doreen Glukhovsky, finalistka na Intelovem iskanju znanstvenih talentov (Intel Science Talent Search ali ISTS) leta 2004, nagrajenka na Intelovem mednarodnem znanstvenem in tehničnem sejmu (Intel International Science and Engineering Fair ali ISEF) leta 2003 in prejemnica nagrade Intelovega sklada za mlade znanstvenike (Intel Foundation Young Scientist Award) † Arhivirano 2006-08-10 na Wayback Machine. |
| 25801–25900           |                | |
| 25864 Banič           | 2000 GR82      | Stefan Banič, slovaško-ameriški izumitelj padala † |
| 25890 Louisburg       | 2000 VG38      | mesto Louisburg, Kansas, kraj, kjer se nahaja Observatorij Powell † |
| 25893 Sugihara        | 2000 WR9       | Chiune Sugihara (1900 – 1986), japonski diplomat v Litvi, ki je kljub prepovedi pomagal iskalcem azila pred nacističnim terorjem med drugo svetovno vojno † |
| 25901–26000           |                | |
| 25924 Douglasadams    | 2001 DA42      | Douglas Adams (1952 – 2001), britanski pisatelj; začasna oznaka asteroida pove leto njegove smrti, začetne oznake imena in priimka, številka 42 pa je iz romana Štoparski vodnik po Galaksiji † |
| 25930 Spielberg       | 2001 DJ54      | Steven Spielberg, ameriški filmski režiser † |

| Predhodnik: 24001–25000 | Pomeni imen asteroidov Seznam asteroidov (25001-25250) Seznam asteroidov (25251-25500) Seznam asteroidov (25501-25750) Seznam asteroidov (25751-26000) | Naslednik: 26001–27000 |